# Naagin (serie de televisión pakistaní)
Naagin (en urdu: ناگن‎) es una serie dramática de suspenso sobrenatural pakistaní, que se emitió del 17 de abril de 2017 al 27 de mayo de 2019 en Geo Kahani. La serie es producida por Babar Javed bajo el estandarte de Blue Eye Entertainment. El programa está protagonizado por Wajeeha Khan Durani, Sheen Javed, Resham, Jana Malik, Hareb Farooq y Meera en los papeles principales. Aparte de Pakistán, el programa también fue el programa más visto de Geo Kahani en el Reino Unido. Después de 177 episodios, el programa dejó de transmitirse el 6 de mayo de 2018 y se renovó casi un año después, el 6 de marzo de 2019.

## Reparto

### Elenco principal
- Wajeeha Khan Durani como Muskaan (serpiente que cambia de forma)
- Sheen Javed como Sanam Jahan (serpiente que cambia de forma)
- Hareb Farooq como Rayaan / Saawan
- Resham como Sajna (una mujer encantadora de serpientes)
- Jana Malik como Pashi (una encantadora de serpientes)
- Razia Malik como Amma Jugnnu

### Elenco recurrente
- Kashif Mehmood como el Rey Salaaj (mangosta que cambia de forma)
- Mathira como Mastaani (mangosta que cambia de forma)
- Meera como Madam Kaali / Rani Nageshwari
- Imran Ahmed como Wajahat
- Zia Khan como Ashfaq
- Fiza Ali / Sobia Khan como Rani (serpiente que cambia de forma)
- Maira Bangash como Mehak
- Saima Saleem como Arfa
- Zaib Chaudhry como Khalida (muerto)
- Fani Jaan como Razzaq (muerto)
- Ayesha Javaid como Saariya (muerta)
- Raheela Agha como el viejo Sanam Jahan
- Abid Ali como el profesor Abdul Quddus (muerto)
- Babrik Shah como Dilbar (Naag Raja) / Sohrab) (muerto)
- Afzal Khan Rambo como Golden Khan (muerto)
- Arslan Mughal como Nayel (serpiente que cambia de forma) (muerta)

### Serpientes que cambian de forma (hembra)
- Wajeeha Khan Durani como Muskaan (serpiente que cambia de forma)
- Sheen Javed como Sanam Jahan (serpiente que cambia de forma)
- Laila como Sofia (la serpiente que cambia de forma del profesor Abdul Qaddus)
- Kanwal ilyas como la serpiente que cambia de forma de Feroza Kali
- Fiza Ali / Sobia Khan como Rani, una serpiente que cambia de forma

### Serpientes que cambian de forma (macho)
- Babrik Shah como Dillbar (Naag Raja)
- Arslan Mughal como Nayel (serpiente de Sajna)

## Producción

### Escritura
Naagin es el primer drama televisivo paquistaní basado en el tema de Ichchhadhari Nag. Iftikhar Ahmed Usmani, el escritor de la serie, dijo que "la obra es para la difusión del mensaje de paz entre la mayoría silenciosa de nuestra nación que mira regularmente el drama pero rara vez presenta sus valiosos comentarios. Mi inspiración es Baba Ashfaq Ahmed, él fue quien me guio hacia el camino correcto.

### Selección del reparto
La actriz Resham junto a Jana Malik, Sheen Javed, Wajeeha Khan y Hareb Farooq fueron inicialmente finalizadas para interpretar papeles protagónicos en la serie. Más tarde, después del final de la primera temporada, la actriz Mathira fue seleccionada para interpretar a un personaje secundario, junto con Kashif Mehmood. La actriz Fiza Ali también estaba interpretando el papel principal paralelo de Rani, pero fue reemplazada por Sobia Khan. A fines de 2017, la actriz Meera se unió al elenco, interpretando al personaje positivo de Madam Kaali.

### Rodaje
El rodaje del programa comenzó en febrero de 2016 en un Haweli, mientras que el programa se filmó íntegramente en Lahore. Anteriormente, otro programa paquistaní de mega presupuesto, Mor Mahal, también se estaba filmando en el mismo lugar. El rodaje finalizó el 4 de junio de 2018.

## Recepción
A pesar de recibir críticas de algunos medios de comunicación, Naagin abrió con una fuerte calificación de 4.13 durante su primer fin de semana y fue testigo de un incremento del 200% en las calificaciones en solo 6 episodios (de 0.98 a 2.78 calificaciones promedio). También se convirtió en el programa más visto de Geo Kahani en el extranjero, y durante septiembre de 2017, el programa obtuvo altos índices de audiencia.